# Autokaufmann
Autokaufmann (Eigenschreibweise: autoKAUFMANN) ist das monatlich erscheinende Ausbildungsmedium des Deutschen Kraftfahrzeuggewerbes für die kaufmännische Ausbildung zum Automobilkaufmann in Deutschland.

## Allgemeines
Die Publikation richtet sich an Auszubildende, Ausbilder und Berufsschullehrer im Kfz-Gewerbe. Autokaufmann ist ein Kombinationsprodukt aus Magazin und E-Learning-System inklusive eines digitalen Berichtshefts. Abgestimmt auf die offizielle Ausbildungsordnung, bietet die Publikation einen Lehrplan für jeden Monat der betrieblichen Ausbildung. Im Schulungsteil bereiten auf das Lehrjahr abgestimmte, abgeschlossene Lerninhalte, Kenntnisnachweise und ein offizielles Berichtsheft auf die Gesellenprüfung vor. Ein Mantelteil mit Fachbeiträgen rund um die Automobil- und Werkstatttechnik komplettiert Autokaufmann.
Das E-Learning Autokaufmann Digital beinhaltet interaktive Übungen und Animationen sowie ein digitales Berichtsheft.
Autokaufmann erscheint mit einer Auflage von 10.000 Exemplaren im Würzburger Fachmedienhaus Vogel Communications Group GmbH & Co. KG.
Während sich Autokaufmann an kaufmännisch Auszubildende richtet, ist das im Verbund erscheinende Schwestermagazin Autofachmann auf die technisch-gewerbliche Ausbildung im Kfz-Gewerbe abgestimmt. Autofachmann ist ebenfalls offizielles Ausbildungsmedium des Deutschen Kraftfahrzeuggewerbes.